# 阿雷斯德尔迈斯特雷
阿雷斯德尔迈斯特雷，是西班牙瓦伦西亚自治区卡斯特利翁省的一个市镇。总面积119平方公里，总人口235人（2001年），人口密度2人/平方公里。